# Şambaba tatlısı
Şambali es un postre turco.

## Elaboración
Se hace a base de sémola y es muy parecido al dulce revani pero en su elaboración se utilizan también melazas. Se sirve con piñones sobre las porciones.

## Consumo
Şambali es un postre callejero también ya que se vende en carros especiales con vitrina, empujados por el vendedor, tradicional por la venta de comida callejera en Turquía, como midye dolması o nohutlu pilav (pilav con garbanzos).